# Vành Euclid
Trong toán học, cụ thể hơn là trong đại số giao hoán, một vành Euclid là một miền nguyên cùng với một hàm Euclid cho phép thực hiện phép chia có dư.

## Định nghĩa
Một vành Euclid là một vành R cùng với một hàm f (được gọi là hàm Euclid) xác định trên R\{0} vào tập các số nguyên không âm thỏa mãn hai điều kiện sau
- (E1) Nếu a và b thuộc R và b khác không, thì tồn tại q và r trong R sao cho a = bq + r với r = 0 hoặc f (r) < f (b).
- (E2) Với mọi cặp a và b khác 0 trong R, f (a) ≤ f (ab).[1]

Tuy nhiên, người ta có thể chỉ ra rằng (E1) là đủ để xác định vành Euclid, vì bất kỳ miền R nào cùng với một hàm g thỏa mãn (E1) cũng có thể được trang bị một hàm f thỏa mãn (E1) và (E2). Thật vậy, với a ∈ R \{0 }, ta định nghĩa f (a) như sau:
{\displaystyle f(a)=\min _{x\in R\setminus \{0\}}g(xa)}
Từ đó, ta có thể thực hiện phép chia. q được gọi là thương và r được gọi là số dư. Lưu ý rằng một vành có thể có nhiều hàm Euclid; và một hàm Euclid có thể cho nhiều kết quả thương và số dư khả dĩ.
Hàm được gắn với vành Euclid còn được gọi là hàm bậc, hàm định chuẩn, chuẩn, định chuẩn, bậc, hàm gauge,...

## Ví dụ
Ví dụ về các vành Euclid bao gồm:
- Mọi trường đều là vành Euclid. Xác định f (x) = 1 cho tất cả các số x khác không.
- Z, vành các số nguyên. Xác định f (n) = |n|, giá trị tuyệt đối của n.[3]
- Z[ i ], vành các số nguyên Gauss. Xác định f (a + bi) = a2 + b2, chuẩn của số nguyên Gauss a + bi.